# Mini-One-Stop-Shop
Mini-One-Stop-Shop (MOSS) ist eine Sonderregelung im Bereich der Umsatzsteuer, mit dem Unternehmer Umsätze, die in anderen EU-Staaten steuerpflichtig sind, z. B. beim Bundeszentralamt für Steuern (Deutschland) oder einem anderen Steueramt in einem Unionsmitgliedsstaat abführen können. Sie können dadurch umsatzsteuerliche Registrierungen in anderen Unionsmitgliedstaaten, in denen ein Unternehmen tätig ist, vermeiden und das Verfahren dient der Verwaltungsvereinfachung. Es ist lediglich auf Telekommunikationsdienstleistungen, Rundfunk- und Fernsehdienstleistungen und auf elektronischem Weg erbrachten Dienstleistungen an Nichtunternehmer anwendbar.

## Geschichte
Die Mini-One-Stop-Shop-Regel trat zum 1. Januar 2015 in Kraft. Eine Weiterentwicklung des Verfahrens ist das One-Stop-Shop (EU) (OSS) Verfahren, welches zum 1. Juli 2021 erstmals zum Einsatz kommen wird. Dieses ersetzt das Mini-One-Stop-Shop-Verfahren.